# Liste der Naturdenkmale in Rosenberg (Baden)
| Naturdenkmale | Anzahl |
| ------------- | ------ |
| FND           | 0      |
| END           | 13     |
| Gesamt        | 13     |

Die Liste der Naturdenkmale in Rosenberg nennt die verordneten Naturdenkmale (ND) der im baden-württembergischen Neckar-Odenwald-Kreis liegenden Gemeinde Rosenberg. In Rosenberg gibt es insgesamt 13 als Naturdenkmal geschützte Objekte, keines ist ein flächenhaftes Naturdenkmal (FND), alle sind Einzelgebilde-Naturdenkmale (END).
Stand: 26. März 2017.

## Einzelgebilde (END)
| Name                     | Bild | Kennung     | Einzelheiten | Position | Fläche Hektar | Datum        |
| ------------------------ | ---- | ----------- | ------------ | -------- | ------------- | ------------ |
| Ahorn                    |      | 82250822112 | Rosenberg    | ???      | 0,0           | 1. März 1984 |
| Birnbaum                 |      | 82250822107 | Rosenberg    | ???      | 0,0           | 1. März 1984 |
| Birnbaum                 |      | 82250822109 | Rosenberg    | ???      | 0,0           | 1. März 1984 |
| Drei Nußbäume            |      | 82250822110 | Rosenberg    | ???      | 0,0           | 1. März 1984 |
| Edelmannsbrünnle         |      | 82250822113 | Rosenberg    | ???      | 0,0           | 1. März 1984 |
| Eichbrünnle              |      | 82250822111 | Rosenberg    | ???      | 0,0           | 1. März 1984 |
| Eiche                    |      | 82250822101 | Rosenberg    | ???      | 0,0           | 1. März 1984 |
| Eiche                    |      | 82250822105 | Rosenberg    | ???      | 0,0           | 1. März 1984 |
| Linde                    |      | 82250822102 | Rosenberg    | ???      | 0,0           | 1. März 1984 |
| Linde                    |      | 82250822103 | Rosenberg    | ???      | 0,0           | 1. März 1984 |
| Linde                    |      | 82250822104 | Rosenberg    | ???      | 0,0           | 1. März 1984 |
| Sieben Linden            |      | 82250822108 | Rosenberg    | ???      | 0,0           | 1. März 1984 |
| Zwei Weiden              |      | 82250822106 | Rosenberg    | ???      | 0,0           | 1. März 1984 |
| Legende für Naturdenkmal |      |             |              |          |               |              |